# Larry Pennell
Pour les articles homonymes, voir Pennell (homonymie).
Larry Pennell est un acteur américain né le 21 février 1928 à Uniontown (Pennsylvanie) et mort le 28 aout 2013 à Santa Monica.

## Biographie
Né en Pennsylvanie, ses parents décident de déménager à Niagara Falls pendant la grande dépression. Après un court séjour à New York, ils déménagent en Californie. Il a été joueur de baseball professionnel entre 1948 et 1954. Il fait son service militaire pendant la guerre de Corée entre 1950 et 1953. A son retour il décide de se tourner vers une carrière d'acteur, qui est lancée en 1955 par son rôle dans le film Sept Hommes en colère (Seven Angry Men).

## Filmographie
- 1955 : Sept Hommes en colère (Seven Angry Men) : Oliver Brown
- 1955 : Horizons lointains (The Far Horizon) de Rudolph Maté : Wild Eagle
- 1955 : Hell's Horizon : Buddy Lewis
- 1956 : Le Bouffon du roi (The Court Jester) : Novice Knight
- 1956 : Le Roi des vagabonds
- 1957 : Le Virage du diable (The Devil's Hairpin) : Johnny Jargin
- 1958 : The Space Children de Jack Arnold : Major Thomas
- 1959 : La police fédérale enquête (The FBI Story) : George Crandall
- 1962 : Les Hommes volants ("Ripcord") (série télévisée) : Ted McKeever (unknown épisodes)
- 1965 : 001 destination Jamaïque (en) (A 001: operazione Giamaica) : Ken Stewart
- 1965 : Old Surehand : Gen. Jack O'Neal
- 1967 : Three for Danger (TV) : Chris
- 1967 : Le Virginien (TV) saison 05 épisode 25 (Les fruits de l'amertume/bitter harvest) : Karl
- 1970 : Brother, Cry for Me
- 1970 : L'Insurgé (The Great White Hope) : Frank Brady, Boxer
- 1971 : La Cité sous la mer (City Beneath the Sea) (TV) : Bill Holmes
- 1972 : Lassie - La longue marche (Lassie: Joyous Sound) (TV)
- 1972 : Journey Through Rosebud : Sheriff
- 1972 : La Poursuite sauvage (The Revengers) : Arny
- 1972-1973 : Lassie (série télévisée) : Keith Holden (21 épisodes)
- 1976 : Helter Skelter (TV) : Sgt. White
- 1976 : La Bataille de Midway (Midway) : Capt. Cyril Simard
- 1976 : Hunter (en) (TV)
- 1978 : Matilda : Lee Dockerty
- 1979 : Le Roman d'Elvis (Elvis) (TV)
- 1980 : Marilyn, une vie inachevée (Marilyn: The Untold Story) (TV) : Clark Gable
- 1980 : Détective comme Bogart (The Man with Bogart's Face) : George
- 1982 : Personal Best : Rick Cahill
- 1982 : Superstition : George Leahy
- 1983 : The Night the Bridge Fell Down (TV) : Chief Barrett
- 1983 : Metalstorm: The Destruction of Jared-Syn : Aix
- 1987 : Hollywood Monster : Bum
- 1989 : Another Chance (en) : Clark Gable
- 1991 : Borrower : Captain Scarcelli
- 1963 : Hôpital central ("General Hospital") (série télévisée) : Hank Pulaski (unknown épisodes, 1991)
- 1992 : Mr. Baseball : Howie Gold
- 1994 : Le Retour des dinosaures enchantés (Prehysteria! 2) (vidéo) : Trainyard Laborer
- 1973 : Les Feux de l'amour ("The Young and the Restless") (série télévisée) : Judge Chet Ashford (unknown épisodes, 1997)
- 1999 : La Nuit d'Halloween (The Fear: Resurrection) : Grandfather
- 1999 : Forgiven : Potter
- 2001 : The Cross : Man with Lamb
- 2001 : 5 Minutes
- 2001 : Jackpot (en) : Truck Driver
- 2002 : Rogue : The Voice
- 2002 : Bubba Ho-tep : Kemosabe
- 2005 : The Passing : Charles-Bulter
- 2005 : Last Confession : Father Conklin
- 2006 : Seasons of Life : Lauren's Father